# Navires-hôpitaux de la Regia Marina
La Regia Marina utilisait des navires-hôpitaux dans toutes les actions de guerre, de la guerre italo-turque à la Seconde Guerre mondiale. 
C'est le premier chef du corps sanitaire de la Regia Marina, l'inspecteur Luigi Verde, qui a lancé en 1866 le premier navire-hôpital italien, le Washington. Verde meurt peu après dans le naufrage du Re d'Italia lors de la bataille de Lissa.
Pendant la Seconde Guerre mondiale, la Regia Marina a armé des dizaines de navires-hôpitaux, souvent des navires marchands ou des paquebots transformés, mais aussi des navires de sauvetage et des bateaux ambulances, qui faisaient surtout la navette entre l'Italie et l'Afrique du Nord.
Voici une liste complète des navires utilisés comme navires-hôpitaux de la Regia Marina.

## Navires-hôpitaux
- Albaro (1890)

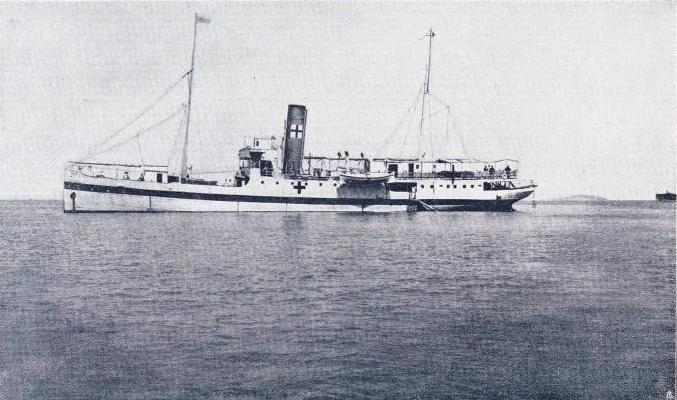
Le navire-hôpital Marechiaro, qui sombrera en 1916 vitime d'une mine allemande.

- Ferdinando Palasciano (1899-1923)
- Brasile (1905)
- Clodia (1905)
- Italia (1905-1943)
- Cordova (1906-1918)
- Re d'Italia (1907-1929)
- Regina d'Italia (1907-1928)
- Marechiaro (1911-1916)
- R 1 (1911)
- Po (1911-1941)
- Santa Lucia (1912)
- Arno (1912-1942)
- Tevere (1912-1941)
- Gargano
- Gradisca (1913-1950)
- Aquileia (1914-1943)
- California (1920-1941)
- Principessa Giovanna (1923)
- Toscana (1923-1961)
- Sicilia (1924-1943)
- Virgilio (1928-1944)
- Città di Trapani (1929-1942)
- Ramb IV (1937-1941)

## Navires de sauvetage
- Capri (1930-1943)
- Epomeo (1930-1943)
- Meta (1930-1944)
- Laurana (1940-1944)